# Heilige Stede
De Heilige Stede ('heilige plaats', na de Alteratie bekend als Nieuwezijds Kapel) was een kerkgebouw dat werd gebouwd tussen 1346 en 1347 naar aanleiding van het mirakel van Amsterdam (15 maart 1345), op de plaats waar het eucharistisch wonder met de heilige hostie volgens de katholieke overlevering heeft plaatsgevonden aan de Amsterdamse Kalverstraat.

## Geschiedenis

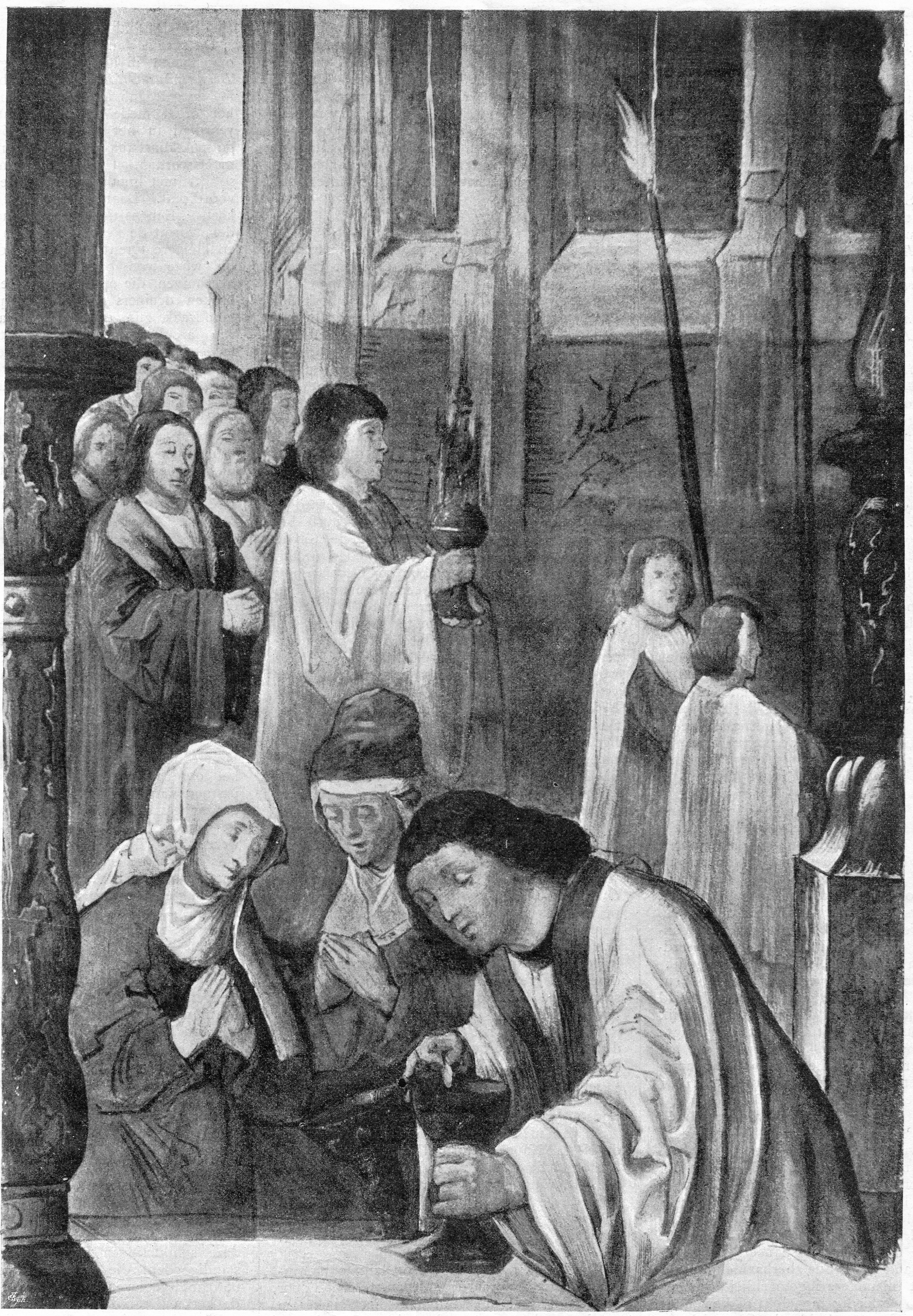
Fragment van de oude schilderij in de H. Stede, in: Katholieke Illustratie 1894

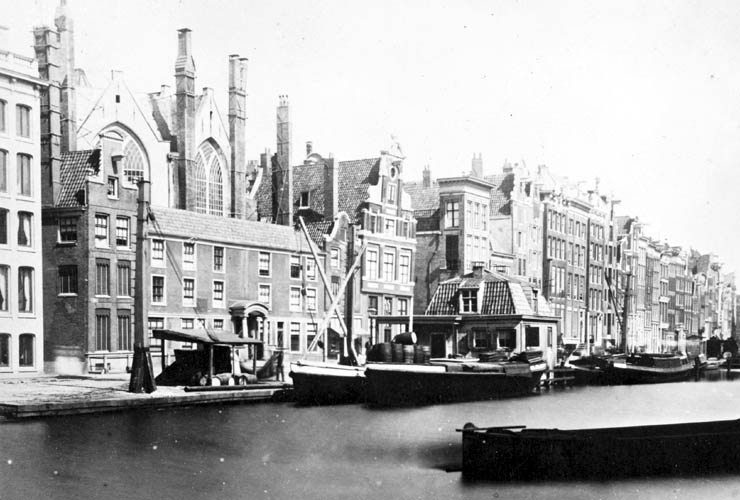
De Kapel ter Heilige Stede (r.k.) / Nieuwezijds Kapel (prot.-chr.), met het nog niet gedempte Rokin. Foto van vóór 1908.

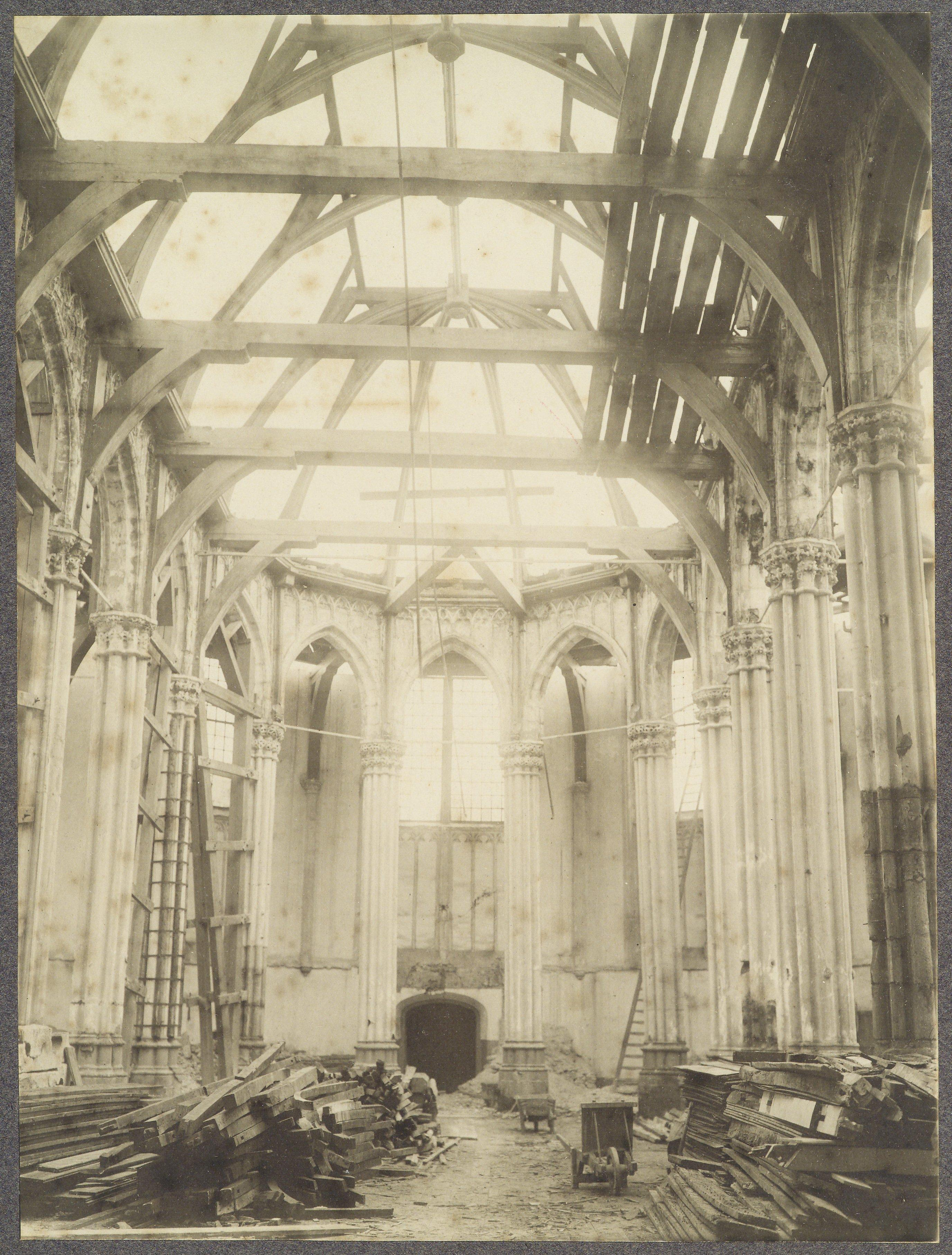
Interieur tijdens de afbraak; 1908.

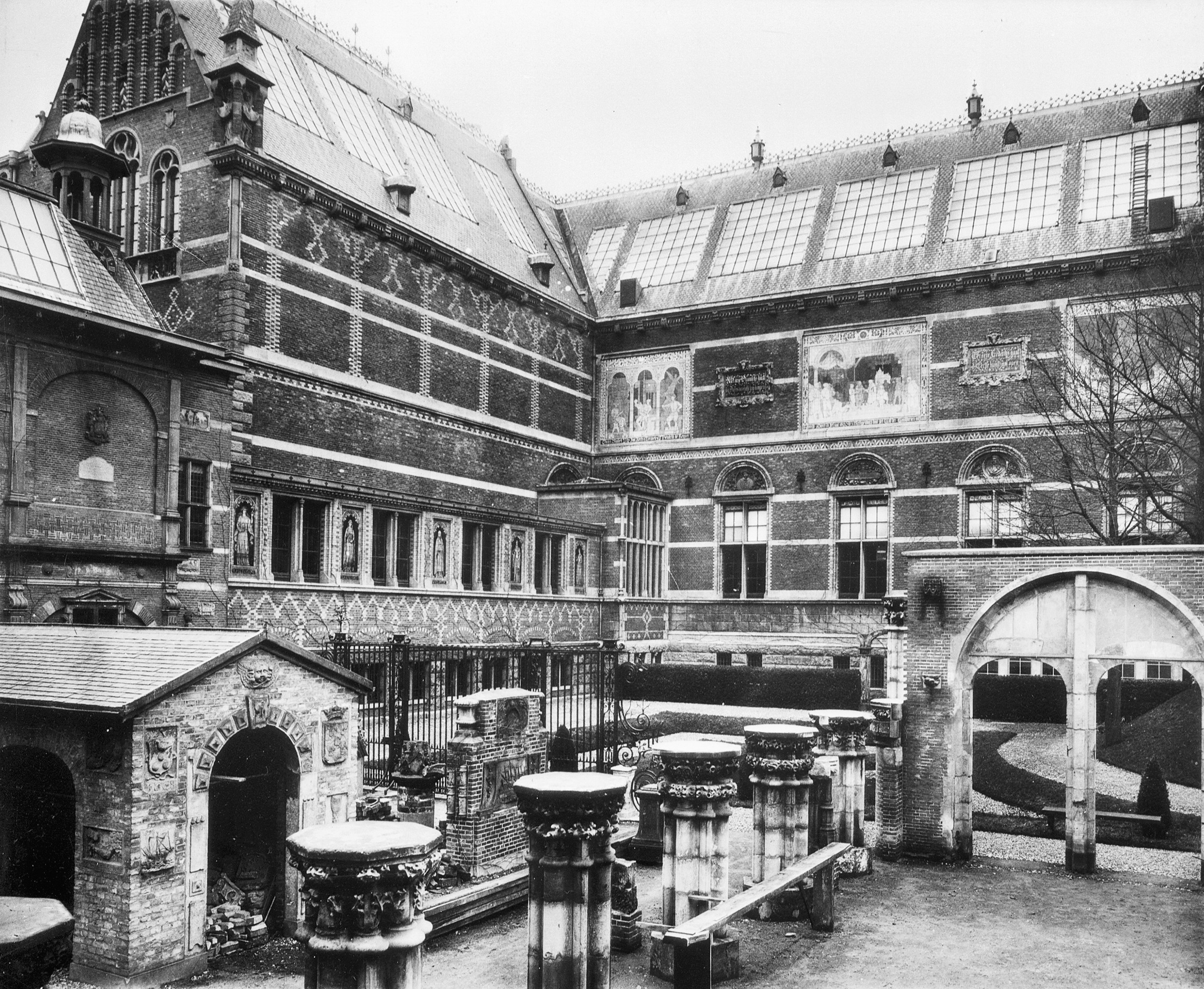
Opstelling van de bouwfragmenten bij het Rijksmuseum rond 1910.

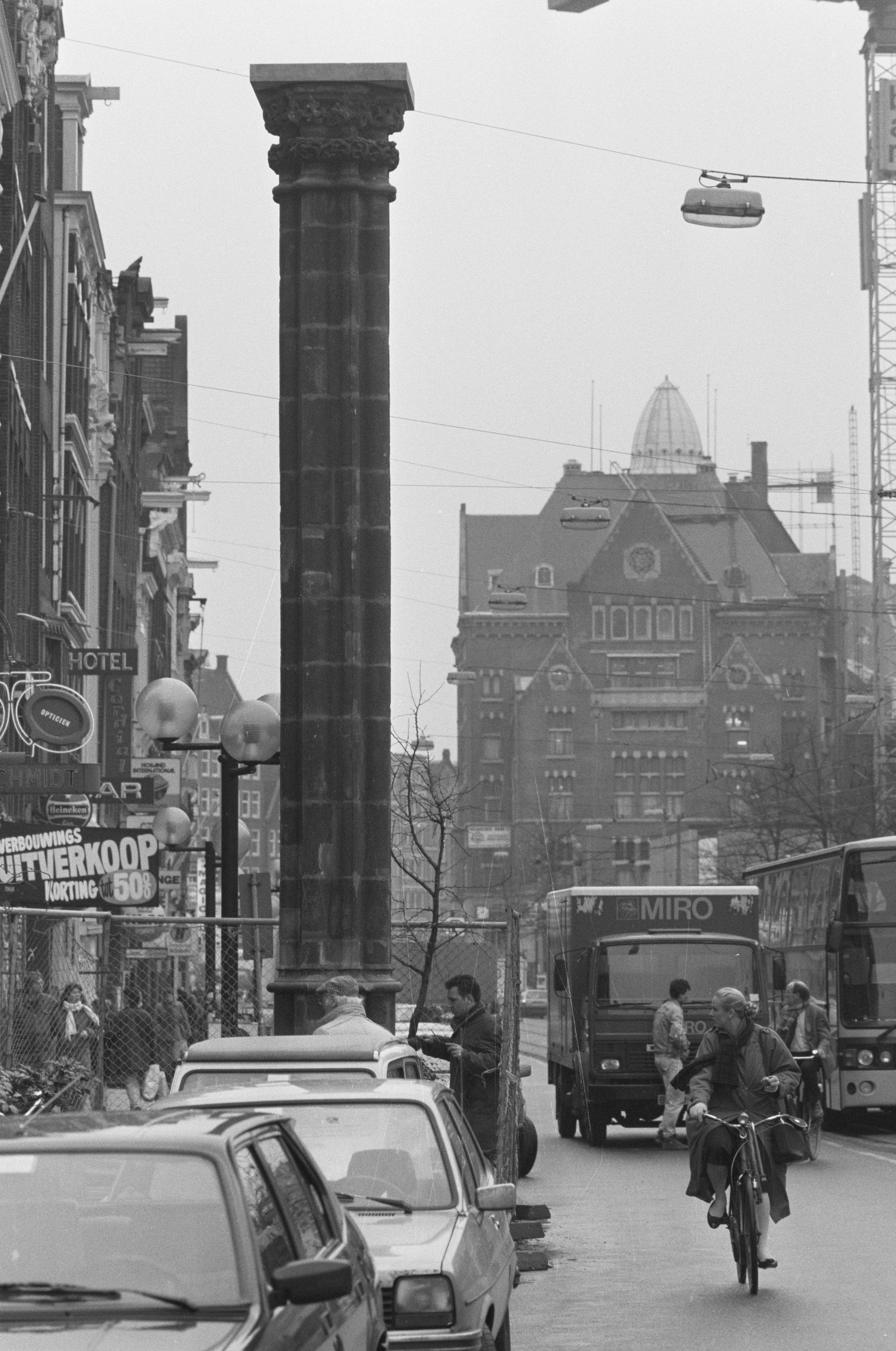
De Mirakelkolom op het Rokin in 1988.

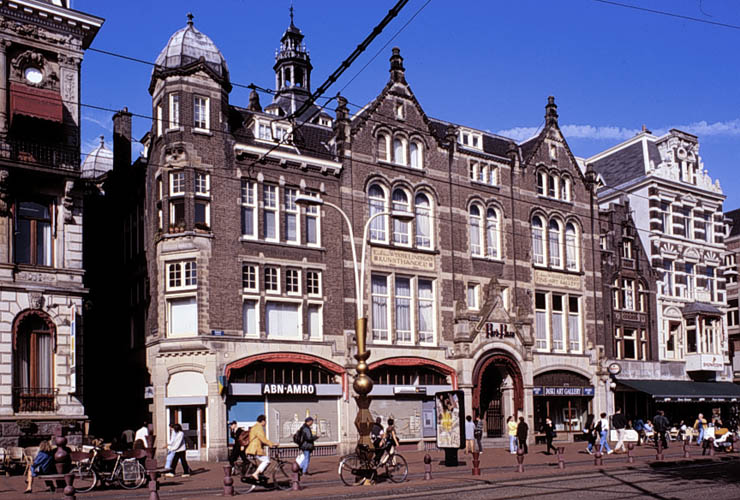
De huidige situatie vanaf het Rokin gezien.

In 1421 en 1452 brandden de toen bestaande kapellen deels af bij de grote stadsbranden van Amsterdam, waarbij de monstrans met de hostie zouden zijn gespaard. Op dezelfde plek werd de Kapel ter Heilige Stede dan weer (deels) herbouwd. Elk jaar vonden er een sacramentsprocessie en een sacramentsmarkt plaats om het voorval te herdenken en werd er een plechtige Hoogmis opgedragen.
Bij de Beeldenstorm van 1566 wist een groep vrouwen het kerkgebouw nog te beschermen, maar bij de Alteratie in 1578 lukte dat niet meer en werd veel van het interieur van de kapel kort en klein geslagen, het vele zilver omgesmolten en de Hostie van Mirakel raakte vernietigd of vermist (die zou zich eens in een mirakelkist hebben bevonden). Bij die Alteratie werd de kapel bovendien van de Katholieken afgenomen en ging over in handen van de protestanten. De kapel was ontwijd en werd in gebruik genomen als paardenstal en opslag. Later nam de hervormde kerk de kapel in bezit en veranderde de naam in Nieuwezijds Kapel. De functie van heiligdom werd ongeveer sinds het midden van de 17e eeuw overgenomen door de rooms-katholieke schuilkerk in het Begijnhof.
De processie werd verboden. In 1881 ontdekten de katholieke Amsterdammers Joseph Lousbergh en Carel Elsenburg echter een document uit 1651 waarop de processieroute was aangegeven en besloten dat jaar de processie nieuw leven in te blazen. Dit sloeg aan en de Stille Omgang was geboren; een stille tocht vanwege het processieverbod.
De kapel bleef in protestantse handen en die wilden geen katholieken zien terugkeren in de kapel. De Nederlandse Hervormde gemeente besloot in 1908 het hele gebouw te slopen met als argument dat de dure grond waarop deze stond beter kon worden verkocht, omdat men het geld wel beter kon gebruiken dan voor de Nieuwezijds Kapel. De katholieken protesteerden hevig tegen deze in hun ogen overduidelijke pesterij, die mede een gevolg was van het succes van de Stille Omgang. De katholieken konden echter niks uitrichten en nadat het gebouw buiten gebruik was gesteld lieten de hervormden de cultureel-historisch zeer waardevolle kapel met de grond gelijk maken.

## Orgel

Orgelluik met tafereel uit het leven van David, collectie Catharijneconvent

De kerk bezat een orgel aan de noordmuur. Dit zwaluwnestorgel was in 1525 gebouwd in gotische stijl door Jan van Covelen. In 1636 werd het orgel uitgebreid door Levinus Eekman waarbij de luiken beschilderd werden door David Colijns (1582 - ca. 1668). De orgelluiken toonden links de terugkeer van David met het hoofd van Goliath en op het rechterluik Goliath die op het punt stond z’n speer naar David te werpen. In 1871 is het orgel vernieuwd voor een orgel van Petrus van Oeckelen. De Sint-Nicolaaskerk in Jutphaas kwam in het bezit van het orgelfront uit het eerste kwart van de 16e eeuw en werd voorzien van een orgel van Michaël Maarschalkerweerd. Dit orgelfront werd later opnieuw gepolychromeerd. De luiken werden rond 1875 in de collectie van het Utrechts Museum opgenomen.

## Bouwfragmenten
Een oude toegangspoort uit de 16e eeuw van de Heilige Stede is te vinden in de Enge Kapelsteeg, Wijde Kapelsteeg. Op het dak van de schuilkerk De Papegaai in de Kalverstraat werd de dakruiter opgenomen.
Kolommen en andere bouwfragmenten van de kapel werden door architect Pierre Cuypers overgeplaatst naar de tuin van het Rijksmuseum Amsterdam. Ten behoeve van de uitbreiding van de Druckeruitbouw werden ze elders opgeslagen, waarna ze op Frankendael in de Watergraafsmeer terecht kwamen. Later werden ze verplaatst naar de gemeentewerf op het terrein rond de voormalige Synagoge Uilenburg. Na een ontruiming van de huurder, de beeldhouwer Hans 't Mannetje, zijn in 1988 delen verkocht als decoratie-elementen en geveild. Enkele bouwfragmenten zijn gered. Op het Rokin staat sinds 1988 de Mirakelkolom opgesteld, samengesteld uit resterende bouwfragmenten.

## Nieuwe kapel
Op de plek werd in 1912 de nieuwe Nieuwezijds Kapel gebouwd naar een ontwerp van Christiaan Posthumus Meyjes sr. Deze kapel is kleiner en de overgebleven grond kreeg een winkelbestemming. De kapel verloor zijn religieuze bestemming in de jaren zeventig en werd een zalencentrum, veilingzaal, moskee en plek voor houseparties. In 2005 werd deze verhuurd aan een Britse uitbater, die er de toeristenattractie Amsterdam Dungeon en het zalencentrum Park Plaza in heeft gehuisvest.
Bij de opgravingen ervoor werden onder de vloer enkele honderden grafzerken teruggevonden, waarvan sommige dateren uit het einde van de 16e eeuw. In 2007 werd het gebouw en de omliggende winkels door de protestantse kerk voor bijna 40 miljoen euro verkocht, en kwam het in handen van een particuliere monumentenstichting.